# Миодраг Крстић
Миодраг Крстић (Ниш, 10. јануар 1959 — Ниш, 12. јун 2014) био је српски писац, стрипски сценариста и цртач, карикатуриста и публициста.

## Биографија
Као сценариста и цртач присутан је од прве половине осамдесетих, најпре у издањима „Дечјих новина“. Као комплетан стваралац објављивао је кратке стрипове у листовима Графит (Ниш), Мале новине (Сарајево), Макстрип (Скопље) итд. Комплетну епизоду „Хајат Херп“ од 44 табле објавио му је Бисер стрип (1988).
Писао је сценарије и за нишког цртача Владимира Крстића, од којих је најпознатији серијал „Billy Wanderer“ (YU стрип магазин, 1984-1985).
Након поновног успостављања демократије, почетком деведесетих, потпуно се посветио сатиричном политичком стрипу и карикатури. Поред излета у Јеж, Вождовачке новине или Нашу крмачу, и друге листове, између 1991. и 2006. када је часопис престао да излази, био је стални карикатуриста и стрипски коментатор Српске речи. Након гашења овог магазина више није објављивао.
Као и огромна већина домаћих стрипара и карикатуриста, и он је зараду од које се може живети морао потражити изван професије, радећи у Комуналцу, Јужној Морави и Наисусу.
Бавио се и публицистиком и прозом. Објавио је 2009. године први том историографске књиге Банда црвена. За ову замишљену трилогију урадио је и илустрације у реалистичком маниру, блиском његовој мање познатој, раној цртачкој фази. Његов роман „Бесни“ о српском међуратном периоду предат је издавачима на оцену у пролеће 2014. године.
Миодраг Крстић - Профке преминуо је након дуге и тешке болести 12. јуна 2014, а сахрањен је 14. јуна на Новом гробљу у Нишу.

## Критичка рецепција

### Hyatt Hearp
- „Смех у његовом случају постаје тријумф свесне и веселе слободе, јер весела спонтаност смешног чини гипким карактер и нашу интелигенцију.“ — Бранислав Милтојевић, Антологија нишког стрипа, 2004.
- „На сценаристичком плану Миодраг Крстић блиста и може и самом Гошинију мирне душе да држи мегдан: хумор врца не са сваке стране, већ буквално са сваког кадра. (...) Крстићеви дијалози прича су за себе – интелигентни, реалистични а урнебесни, што је у гротесци врхунски комплимент.“ — Марко Стојановић, Јужњачка утеха, 2008.

### Billy Wanderer
- „Billy Wanderer опасно је уздрмао класичну етичку схему вестерна у стрипу, па се и његов трапав, гротескни лик поима као оригинални прилог двојице Нишлија процесу не само демитизације, већ и надолазеће тоталне атрофије жанра.“ — Бранислав Милтојевић, Антологија нишког стрипа, 2004.
- „Традиционална склоност југословенског стрипа ка жанру вестерна, у Билију Луталици се, потпуно неочекивано, пројавила у облику неке врсте зацрњеног, масног, знојавог али врло људског „антивестерна“. (...) Данас видимо да је Били Луталица један од најбољих домаћих вестерна икада, драгуљ свога жанра.“ — Зоран Стефановић, у: Тамбурић-Зупан-Стефановић, Стрипови које смо волели, 2011.